# Hemidactylus echinus
Espèce
Hemidactylus echinus est une espèce de geckos de la famille des Gekkonidae.

## Répartition
Cette espèce se rencontre au Cameroun et au Congo-Kinshasa.
Sa présence en Centrafrique est incertaine.

## Publication originale
- O’Shaughnessy, 1875 : Descriptions of new species of Gekkotidae in the British Museum Collection. Annals and Magazine of Natural History, ser. 4, vol. 16, p. 262-266  (texte intégral).